# Augusta di Reuss-Ebersdorf
Augusta di Reuss-Ebersdorf (nome completo Auguste Karoline Sophie Prinzessin Reuß zu Lobenstein und Ebersdorf) (Ebersdorf, 19 gennaio 1757 – Coburgo, 16 novembre 1831) nata contessa, in seguito principessa, di Reuss-Ebersdorf, divenne duchessa di Sassonia-Coburgo-Saalfeld per matrimonio.

## Biografia

### Infanzia

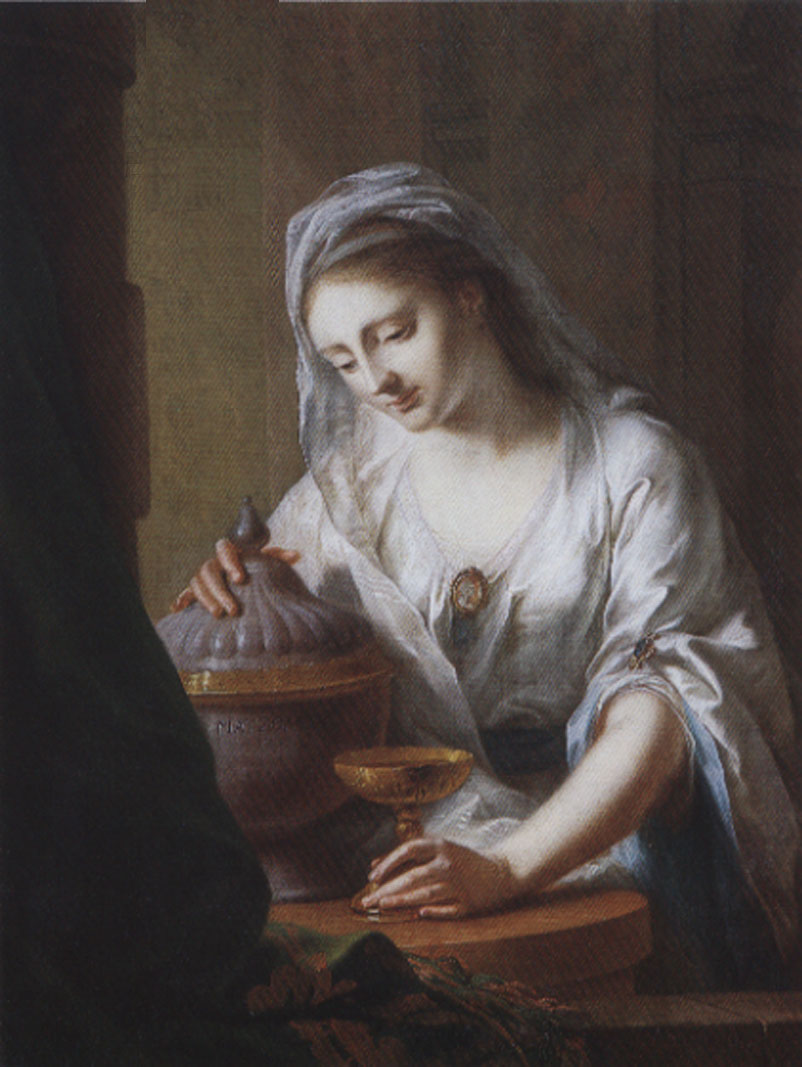
La diciottenne Contessa Augusta Reuss-Ebersdorf e Lobenstein ritratta nel 1775. Era conosciuta come la donna più bella della Germania

Augusta era la maggiore dei figli sopravvissuti del conte Enrico XXIV di Reuss-Ebersdorf e della di lui moglie, Carolina Ernestina di Erbach-Schönberg.

Tra i suoi fratelli si ricordano Enrico (1761-1822), futuro capo della famiglia Reuss-Ebersdorf, Luisa che sposò il principe Enrico XLIII di Reuss-Köstritz ed Enrichetta (1767-1801), che sposò il principe Emilio Carlo di Leiningen.

### Matrimonio
Il 13 giugno 1777, a Ebersdorf, Augusta diventò la seconda moglie del duca Francesco Federico di Sassonia-Coburgo-Saalfeld.

### Discendenza reale

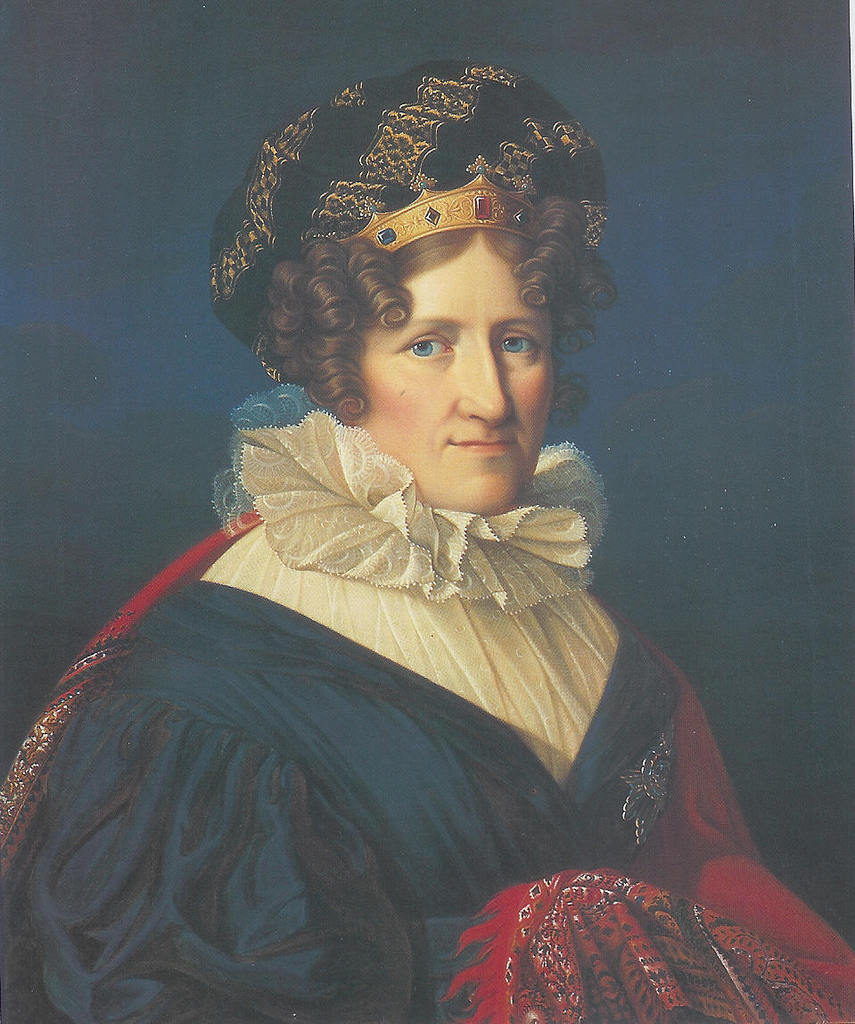
Augusta di Reuss-Ebersdorf ritratta da Johann Heinrich Schröder

| Francesco Federico | Ferdinando di Sassonia-Coburgo-Kohary | Ferdinando II del Portogallo Principe consorte del Portogallo | Pietro V del Portogallo Re del Portogallo                           |                                                            |                                                                      |
| Francesco Federico | Ferdinando di Sassonia-Coburgo-Kohary | Ferdinando II del Portogallo Principe consorte del Portogallo | Luigi del Portogallo Re del Portogallo                              | Carlo I del Portogallo Re del Portogallo                   | Manuele II del Portogallo Re del Portogallo                          |
| Francesco Federico | Ferdinando di Sassonia-Coburgo-Kohary | Ferdinando II del Portogallo Principe consorte del Portogallo | Maria Anna Ferdinanda di Braganza                                   | Maria Giuseppina di Sassonia                               | Carlo I d'Austria Imperatore d'Austria                               |
| Francesco Federico | Ferdinando di Sassonia-Coburgo-Kohary | Ferdinando II del Portogallo Principe consorte del Portogallo | Antonia di Braganza                                                 | Ferdinando I di Romania Re di Romania                      | Carlo II di Romania Re di Romania                                    |
| Francesco Federico | Ferdinando di Sassonia-Coburgo-Kohary | Ferdinando II del Portogallo Principe consorte del Portogallo | Antonia di Braganza                                                 | Ferdinando I di Romania Re di Romania                      | Elisabetta di Romania Regina consorte dei Greci                      |
| Francesco Federico | Ferdinando di Sassonia-Coburgo-Kohary | Ferdinando II del Portogallo Principe consorte del Portogallo | Antonia di Braganza                                                 | Ferdinando I di Romania Re di Romania                      | Maria di Jugoslavia Regina consorte di Jugoslavia                    |
| Francesco Federico | Ferdinando di Sassonia-Coburgo-Kohary | Augusto di Sassonia-Coburgo-Kohary                            | Ferdinando I di Bulgaria Re di Bulgaria                             | Boris III di Bulgaria Re di Bulgaria                       | Simeone II di Bulgaria Re di Bulgaria                                |
| Francesco Federico | Ferdinando di Sassonia-Coburgo-Kohary | Vittoria di Sassonia-Coburgo-Kohary                           | Gastone d'Orléans                                                   |                                                            |                                                                      |
| Francesco Federico | Ernesto I di Sassonia-Coburgo-Gotha   | Alberto di Sassonia-Coburgo-Gotha Vittoria del Regno Unito    | Edoardo VII del Regno Unito Re del Regno Unito                      | Maud del Galles Regina consorte di Norvegia                | Olav V di Norvegia Re di Norvegia                                    |
| Francesco Federico | Ernesto I di Sassonia-Coburgo-Gotha   | Alberto di Sassonia-Coburgo-Gotha Vittoria del Regno Unito    | Edoardo VII del Regno Unito Re del Regno Unito                      | Giorgio V del Regno Unito Re del Regno Unito               | Edoardo VIII del Regno Unito Re del Regno Unito                      |
| Francesco Federico | Ernesto I di Sassonia-Coburgo-Gotha   | Alberto di Sassonia-Coburgo-Gotha Vittoria del Regno Unito    | Edoardo VII del Regno Unito Re del Regno Unito                      | Giorgio V del Regno Unito Re del Regno Unito               | Giorgio VI del Regno Unito Re del Regno Unito                        |
| Francesco Federico | Ernesto I di Sassonia-Coburgo-Gotha   | Alberto di Sassonia-Coburgo-Gotha Vittoria del Regno Unito    | Alice di Sassonia-Coburgo-Gotha                                     | Vittoria d'Assia-Darmstadt                                 | Luisa Mountbatten Regina consorte di Svezia                          |
| Francesco Federico | Ernesto I di Sassonia-Coburgo-Gotha   | Alberto di Sassonia-Coburgo-Gotha Vittoria del Regno Unito    | Alice di Sassonia-Coburgo-Gotha                                     | Alice d'Assia Imperatrice consorte di tutte le Russie      |                                                                      |
| Francesco Federico | Ernesto I di Sassonia-Coburgo-Gotha   | Alberto di Sassonia-Coburgo-Gotha Vittoria del Regno Unito    | Vittoria di Sassonia-Coburgo-Gotha Imperatrice consorte di Germania | Guglielmo II di Germania Imperatore di Germania            |                                                                      |
| Francesco Federico | Ernesto I di Sassonia-Coburgo-Gotha   | Alberto di Sassonia-Coburgo-Gotha Vittoria del Regno Unito    | Vittoria di Sassonia-Coburgo-Gotha Imperatrice consorte di Germania | Sofia di Prussia Regina consorte dei Greci                 | Giorgio II di Grecia Re dei Greci                                    |
| Francesco Federico | Ernesto I di Sassonia-Coburgo-Gotha   | Alberto di Sassonia-Coburgo-Gotha Vittoria del Regno Unito    | Vittoria di Sassonia-Coburgo-Gotha Imperatrice consorte di Germania | Sofia di Prussia Regina consorte dei Greci                 | Alessandro di Grecia Re dei Greci                                    |
| Francesco Federico | Vittoria di Sassonia-Coburgo-Saalfeld | Alberto di Sassonia-Coburgo-Gotha Vittoria del Regno Unito    | Vittoria di Sassonia-Coburgo-Gotha Imperatrice consorte di Germania | Sofia di Prussia Regina consorte dei Greci                 | Paolo di Grecia Re dei Greci                                         |
| Francesco Federico | Vittoria di Sassonia-Coburgo-Saalfeld | Alberto di Sassonia-Coburgo-Gotha Vittoria del Regno Unito    | Vittoria di Sassonia-Coburgo-Gotha Imperatrice consorte di Germania | Sofia di Prussia Regina consorte dei Greci                 | Elena di Grecia                                                      |
| Francesco Federico | Vittoria di Sassonia-Coburgo-Saalfeld | Alberto di Sassonia-Coburgo-Gotha Vittoria del Regno Unito    | Alfredo di Sassonia-Coburgo-Gotha                                   | Maria di Sassonia-Coburgo-Gotha Regina consorte di Romania | Carlo II di Romania Re di Romania                                    |
| Francesco Federico | Vittoria di Sassonia-Coburgo-Saalfeld | Alberto di Sassonia-Coburgo-Gotha Vittoria del Regno Unito    | Alfredo di Sassonia-Coburgo-Gotha                                   | Maria di Sassonia-Coburgo-Gotha Regina consorte di Romania | Elisabetta di Romania Regina consorte dei Greci                      |
| Francesco Federico | Vittoria di Sassonia-Coburgo-Saalfeld | Alberto di Sassonia-Coburgo-Gotha Vittoria del Regno Unito    | Alfredo di Sassonia-Coburgo-Gotha                                   | Maria di Sassonia-Coburgo-Gotha Regina consorte di Romania | Maria di Jugoslavia Regina consorte di Jugoslavia                    |
| Francesco Federico | Vittoria di Sassonia-Coburgo-Saalfeld | Alberto di Sassonia-Coburgo-Gotha Vittoria del Regno Unito    | Arturo di Sassonia-Coburgo-Gotha                                    | Margherita di Connaught                                    | Ingrid di Svezia Regina consorte di Danimarca                        |
| Francesco Federico | Vittoria di Sassonia-Coburgo-Saalfeld | Alberto di Sassonia-Coburgo-Gotha Vittoria del Regno Unito    | Arturo di Sassonia-Coburgo-Gotha                                    | Margherita di Connaught                                    | Gustavo Adolfo di Svezia                                             |
| Francesco Federico | Vittoria di Sassonia-Coburgo-Saalfeld | Alberto di Sassonia-Coburgo-Gotha Vittoria del Regno Unito    | Leopoldo di Sassonia-Coburgo-Gotha                                  | Carlo Edoardo di Sassonia-Coburgo-Gotha                    | Sibilla di Sassonia-Coburgo-Gotha                                    |
| Francesco Federico | Vittoria di Sassonia-Coburgo-Saalfeld | Alberto di Sassonia-Coburgo-Gotha Vittoria del Regno Unito    | Beatrice di Sassonia-Coburgo-Gotha                                  | Vittoria Eugenia di Battenberg Regina consorte di Spagna   | Giovanni di Borbone-Spagna                                           |
| Francesco Federico | Leopoldo I del Belgio Re dei Belgi    | Leopoldo II del Belgio Re dei Belgi                           |                                                                     |                                                            |                                                                      |
| Francesco Federico | Leopoldo I del Belgio Re dei Belgi    | Filippo del Belgio                                            | Alberto I del Belgio Re dei Belgi                                   | Leopoldo III del Belgio Re dei Belgi                       | Giuseppina Carlotta del Belgio Granduchessa consorte del Lussemburgo |
| Francesco Federico | Leopoldo I del Belgio Re dei Belgi    | Filippo del Belgio                                            | Alberto I del Belgio Re dei Belgi                                   | Leopoldo III del Belgio Re dei Belgi                       | Baldovino del Belgio Re dei Belgi                                    |
| Francesco Federico | Leopoldo I del Belgio Re dei Belgi    | Filippo del Belgio                                            | Alberto I del Belgio Re dei Belgi                                   | Leopoldo III del Belgio Re dei Belgi                       | Alberto II del Belgio Re dei Belgi                                   |
| Francesco Federico | Leopoldo I del Belgio Re dei Belgi    | Filippo del Belgio                                            | Alberto I del Belgio Re dei Belgi                                   | Maria José del Belgio Regina consorte d'Italia             |                                                                      |
| Francesco Federico | Leopoldo I del Belgio Re dei Belgi    | Carlotta del Belgio Imperatrice consorte del Messico          |                                                                     |                                                            |                                                                      |

Augusta e Francesco Federico furono nonni della regina Vittoria del Regno Unito (attraverso la madre, Vittoria) e anche di suo marito, il principe Alberto di Sassonia-Coburgo-Gotha (attraverso il padre, Ernesto).
Tra i loro nipoti si annoverano anche Ferdinando di Sassonia Coburgo-Gotha co-regnante del Portogallo con la moglie Maria II, Ferdinando I di Bulgaria zar di Bulgaria e Carlotta del Belgio imperatrice del Messico.

### Morte

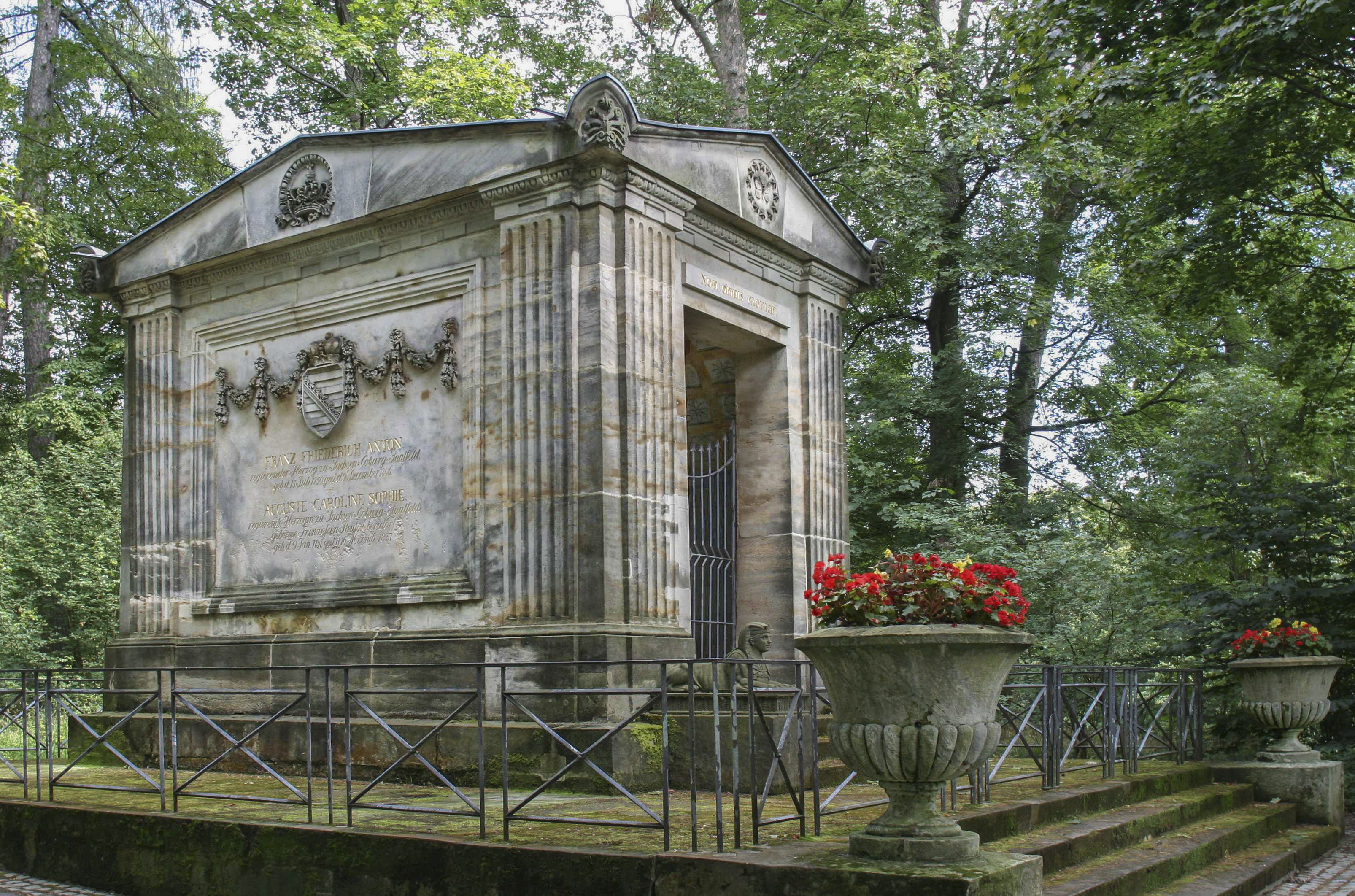
Il mausoleo della Duchessa a Coburgo

La duchessa Augusta morì il 16 novembre 1831 a Coburgo.

## Discendenza
Dal matrimonio tra Augusta e Francesco Federico di Sassonia-Coburgo-Saalfeld nacquero dieci figli:
- Sofia, nata nel 1778 e morta nel 1835, sposò nel 1804 Emanuele di Mensdorff-Pouilly;
- Antonietta, nata nel 1779 e morta nel 1824, sposò nel 1798 Alessandro di Württemberg;
- Giuliana, conosciuta come Anna Fëdorovna, nata nel 1781 e morta nel 1860, sposò nel 1796 il granduca Costantino Pavlovich di Russia, fratello minore dello zar Alessandro I di Russia;
- un figlio nato morto nel 1782;
- Ernesto, nato nel 1784 e morto nel 1844, futuro duca di Sassonia Coburgo-Gotha dal 1826 con il nome di Ernesto I, sposò nel 1817 Luisa di Sassonia-Gotha-Altenburg e, dopo il divorzio, nel 1832 la nipote Maria di Württemberg;
- Ferdinando, nato nel 1785 e morto nel 1851, sposò nel 1816 Maria Antonia di Koháry, e fu padre di Ferdinando II del Portogallo;
- Vittoria, nata nel 1786 e morta nel 1861, futura madre della regina Vittoria del Regno Unito;
- Marianna, nata nel 1788 e morta nel 1794;
- Leopoldo, nato nel 1790 e morto nel 1865, futuro re dei belgi con il nome di Leopoldo I, sposò nel 1816 Carlotta Augusta di Hannover e nel 1832 Luisa d'Orléans;
- Francesco, nato nel 1792 e morto nel 1793.

## Ascendenza
|                                                  |                                                |                                                                     | Genitori                                                        |  |  | Nonni |  |  | Bisnonni                              |  |  | Trisnonni                                |  |
|                                                  |                                                |                                                                     |                                                                 |  |  |       |  |  | Heinrich X, I conte di Reuß-Ebersdorf |  |  | Heinrich X, I signore di Reuß-Lobenstein |  |
|                                                  |                                                |                                                                     |                                                                 |  |  |       |  |  | Heinrich X, I conte di Reuß-Ebersdorf |  |  | Heinrich X, I signore di Reuß-Lobenstein |  |
|                                                  |                                                | contessa Marie Sibylle zu Reuß-Obergreiz                            |                                                                 |  |  |       |  |  | Heinrich X, I conte di Reuß-Ebersdorf |  |  |                                          |  |
| Heinrich XXIX, II conte di Reuß-Ebersdorf        |                                                |                                                                     |                                                                 |  |  |       |  |  | Heinrich X, I conte di Reuß-Ebersdorf |  |  |                                          |  |
|                                                  |                                                | contessa Erdmuthe Benigna zu Solms-Baruth-Wildenfels                | Johann Friedrich, II conte zu Solms-Baruth-Wildenfels           |  |  |       |  |  |                                       |  |  |                                          |  |
|                                                  |                                                | contessa Erdmuthe Benigna zu Solms-Baruth-Wildenfels                | Johann Friedrich, II conte zu Solms-Baruth-Wildenfels           |  |  |       |  |  |                                       |  |  |                                          |  |
|                                                  |                                                | contessa Erdmuthe Benigna zu Solms-Baruth-Wildenfels                | contessa Benigna von Promnitz                                   |  |  |       |  |  |                                       |  |  |                                          |  |
| Heinrich XXIV, III conte di Reuß-Ebersdorf       |                                                | contessa Erdmuthe Benigna zu Solms-Baruth-Wildenfels                |                                                                 |  |  |       |  |  |                                       |  |  |                                          |  |
|                                                  |                                                | Wolfgang Dietrich, III conte di Castell-Remlingen                   | Wolfgang Georg I, II conte di Castell-Remlingen                 |  |  |       |  |  |                                       |  |  |                                          |  |
|                                                  |                                                | Wolfgang Dietrich, III conte di Castell-Remlingen                   | Wolfgang Georg I, II conte di Castell-Remlingen                 |  |  |       |  |  |                                       |  |  |                                          |  |
|                                                  |                                                | Wolfgang Dietrich, III conte di Castell-Remlingen                   | contessa Sophie Juliane von Hohenlohe-Pfedelbach                |  |  |       |  |  |                                       |  |  |                                          |  |
| contessa Sofie Theodora zu Castell-Remlingen     |                                                | Wolfgang Dietrich, III conte di Castell-Remlingen                   |                                                                 |  |  |       |  |  |                                       |  |  |                                          |  |
|                                                  |                                                | contessa Dorothea Renata von Zinzendorf-Pottendorf                  | Maximilian Erasmus, I conte di Zinzendorf-Pottendorf            |  |  |       |  |  |                                       |  |  |                                          |  |
|                                                  |                                                | contessa Dorothea Renata von Zinzendorf-Pottendorf                  | Maximilian Erasmus, I conte di Zinzendorf-Pottendorf            |  |  |       |  |  |                                       |  |  |                                          |  |
|                                                  |                                                | contessa Dorothea Renata von Zinzendorf-Pottendorf                  | baronessa Anna Amalie von Dietrichstein-Hollenburg-Finckenstein |  |  |       |  |  |                                       |  |  |                                          |  |
| contessa Auguste zu Reuß-Ebersdorf               |                                                | contessa Dorothea Renata von Zinzendorf-Pottendorf                  |                                                                 |  |  |       |  |  |                                       |  |  |                                          |  |
|                                                  | Georg Albrecht II, I conte di Erbach-Fürstenau | Georg Albrecht I, IV conte di Erbach                                |                                                                 |  |  |       |  |  |                                       |  |  |                                          |  |
|                                                  | Georg Albrecht II, I conte di Erbach-Fürstenau | Georg Albrecht I, IV conte di Erbach                                |                                                                 |  |  |       |  |  |                                       |  |  |                                          |  |
|                                                  | Georg Albrecht II, I conte di Erbach-Fürstenau | contessa Elisabeth Dorothea zu Hohenlohe-Waldenburg-Schillingsfürst |                                                                 |  |  |       |  |  |                                       |  |  |                                          |  |
| Georg August, I conte di Erbach-Schönberg        | Georg Albrecht II, I conte di Erbach-Fürstenau |                                                                     |                                                                 |  |  |       |  |  |                                       |  |  |                                          |  |
|                                                  |                                                | contessa Anna Dorothea zu Hohenlohe-Waldenburg                      | Philipp Gottfried, V conte di Hohenlohe-Waldenburg              |  |  |       |  |  |                                       |  |  |                                          |  |
|                                                  |                                                | contessa Anna Dorothea zu Hohenlohe-Waldenburg                      | Philipp Gottfried, V conte di Hohenlohe-Waldenburg              |  |  |       |  |  |                                       |  |  |                                          |  |
|                                                  |                                                | contessa Anna Dorothea zu Hohenlohe-Waldenburg                      | contessa Anna Christine zu Limpurg-Sontheim                     |  |  |       |  |  |                                       |  |  |                                          |  |
| contessa Karoline Ernestine zu Erbach-Schönberg  |                                                | contessa Anna Dorothea zu Hohenlohe-Waldenburg                      |                                                                 |  |  |       |  |  |                                       |  |  |                                          |  |
|                                                  |                                                | Ludwig Christian, I conte di Stolberg-Gedern                        | Heinrich Ernst, VI conte di Stolberg-Wernigerode                |  |  |       |  |  |                                       |  |  |                                          |  |
|                                                  |                                                | Ludwig Christian, I conte di Stolberg-Gedern                        | Heinrich Ernst, VI conte di Stolberg-Wernigerode                |  |  |       |  |  |                                       |  |  |                                          |  |
|                                                  |                                                | Ludwig Christian, I conte di Stolberg-Gedern                        | contessa Anna Elisabeth zu Stolberg-Ortenburg                   |  |  |       |  |  |                                       |  |  |                                          |  |
| contessa Ferdinande Henriette zu Stolberg-Gedern |                                                | Ludwig Christian, I conte di Stolberg-Gedern                        |                                                                 |  |  |       |  |  |                                       |  |  |                                          |  |
|                                                  |                                                | duchessa Christine von Mecklenburg-Güstrow                          | Gustav Adolf, V duca di Meclemburgo-Güstrow                     |  |  |       |  |  |                                       |  |  |                                          |  |
|                                                  |                                                | duchessa Christine von Mecklenburg-Güstrow                          | Gustav Adolf, V duca di Meclemburgo-Güstrow                     |  |  |       |  |  |                                       |  |  |                                          |  |
|                                                  |                                                | duchessa Christine von Mecklenburg-Güstrow                          | duchessa Magdalena Sibylla von Schleswig-Holstein-Gottorf       |  |  |       |  |  |                                       |  |  |                                          |  |
|                                                  |                                                | duchessa Christine von Mecklenburg-Güstrow                          |                                                                 |  |  |       |  |  |                                       |  |  |                                          |  |